# DANCE BEAT EXPLOSION
『DANCE BEAT EXPLOSION』（ダンス・ビート・エクスプロージョン）は、2025年4月5日（4日深夜）からZIP-FMで放送されているラジオ番組。

## 概要
MEGURUがナビゲーターを務めている金曜深夜の音楽番組で、毎週土曜 0:00 - 2:00 = 金曜 24:00 - 26:00（日本標準時）に放送。日本のダンスミュージックシーンをリードしてきたと自負しているZIP-FMが、2025年4月の改編で投入したダンスミュージックプログラムである。
曲目は海外の最新ダンスミュージックを中心に構成されており、ダンスフロアでDJたちがプレイしている曲を選んでいる。また、この番組だけのノンストップミックスもオンエアする。